# Jurinea subhastata
Jurinea subhastata là một loài thực vật có hoa trong họ Cúc. Loài này được Panc. mô tả khoa học đầu tiên năm 1884.